# Ivar Böhling
Ivar Theodor Böhling (Ingå, 10 settembre 1889 – Vyborg, 12 gennaio 1929) è stato un lottatore finlandese, specializzato nella lotta greco-romana.

## Palmarès

### Olimpiadi
- Argento a Stoccolma 1912 nei pesi medio-massimi.